# Vatîn, Horohiv
Vatîn (în ucraineană Ватин) este localitatea de reședință a comunei Vatîn din raionul Horohiv, regiunea Volînia, Ucraina.

## Demografie
Componența lingvistică a localității Vatîn
     Ucraineană (100%)
Conform recensământului din 2001, toată populația localității Vatîn era vorbitoare de ucraineană (100%).